# Núi Sobo
Núi Sobo (祖母山 Sobo-san) là một trong 100 núi nổi tiếng Nhật Bản. Núi cao 1.756 m (5.761 ft) nằm trên biên giới hai thành phố Taketa và Bungo-ōno ở tỉnh Ōita và Takachiho, quận Nishiusuki ở tỉnh Miyazaki. Là đỉnh cao nhất ở tỉnh Miyazaki. Ở tỉnh Ōita duy nhất đỉnh trung bình 1.791 m (5.876 ft) của núi Kujū cao hơn.